# Hanns-Heinz Nissen
Hanns-Heinz Nissen (* 21. Mai 1905 in Hamburg-Bergedorf als Hans Heinz Nissen; † 24. September 1969 in Berlin-Zehlendorf) war ein deutscher Opern- und Konzertsänger (Bariton).

## Leben
Nissen war zunächst in der Landwirtschaft tätig. Er erhielt seine sängerische Ausbildung in Hamburg und dann in Berlin, dort hauptsächlich durch Hugo Strelitzer (1896–1981) sowie durch Hermann Weißenborn.

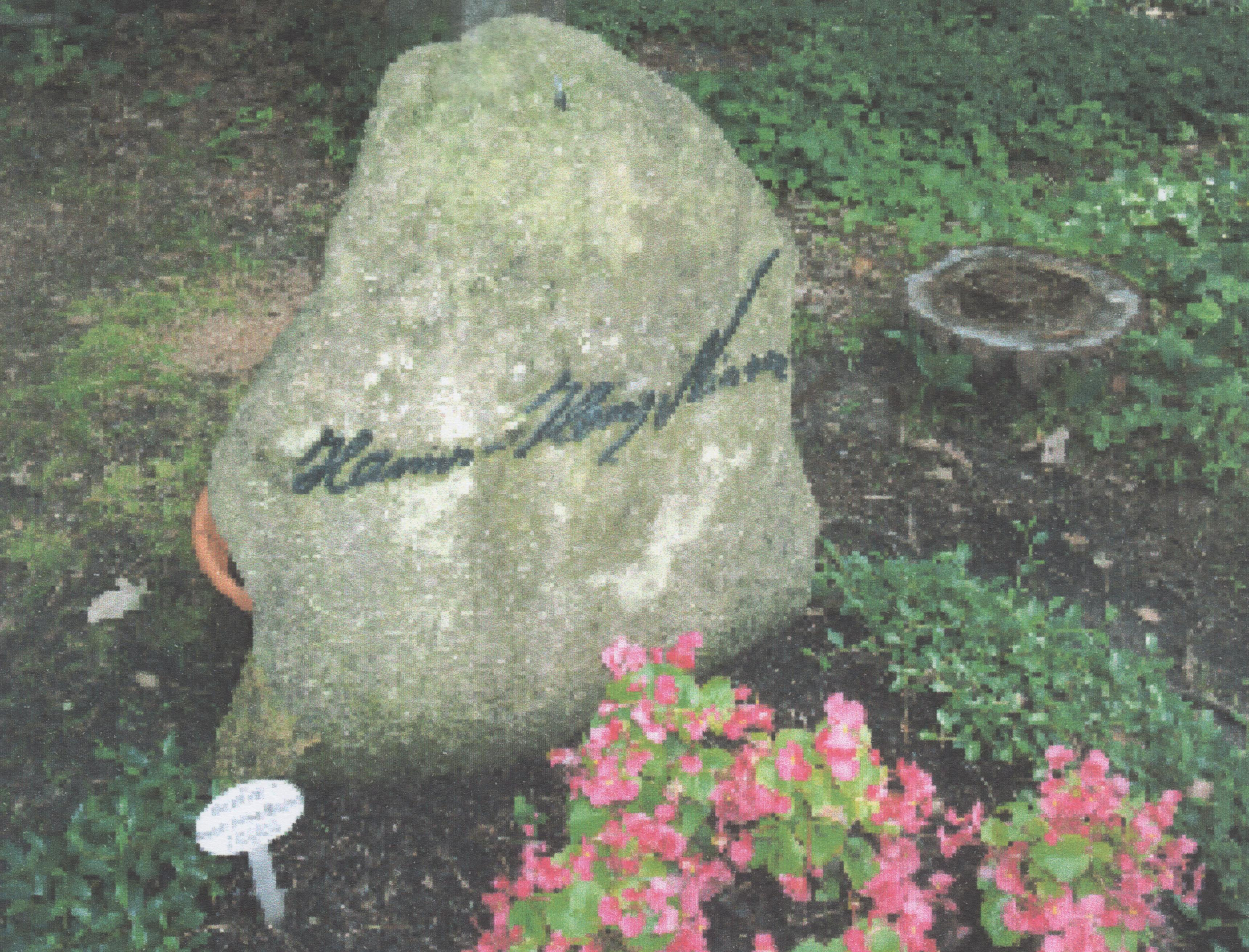
Grabstätte von Hans Heinz Nissen

Er debütierte 1932 am Opernhaus in Breslau als Ottokar in Der Freischütz, war in der Spielzeit 1933/34 bei der Deutschen Musikbühne Berlin beschäftigt (einer Wanderbühne) und von 1934 bis 1961 am Deutschen Opernhaus Berlin (Bezeichnung ab 1945: Städtische Oper Berlin) tätig, unterbrochen von Gastspielen in Westeuropa. Er beherrschte ein weitläufiges Repertoire, das von Mozart, Richard Wagner, Richard Strauss bis hin zu den zeitgenössischen Komponisten reichte. Ihm wurde der Titel Kammersänger verliehen sowie 1967 das Bundesverdienstkreuz am Bande für seine Verdienste am Wiederaufbau der Städtischen Oper nach dem Zweiten Weltkrieg.
Nissen stand 1944 in der Gottbegnadeten-Liste des Reichsministeriums für Volksaufklärung und Propaganda. Bereits vier Monate nach Kriegsende, am 2. September 1945, wurde der Opernbetrieb mit Ludwig van Beethovens Fidelio, worin er den Pizarro sang, an der Städtischen Oper (in der Ausweichstätte im Theater des Westens) wieder aufgenommen. 1952 sang er dort in der Uraufführung von Blachers Preußischem Märchen die Partie des Wilhelm.
Das Grab von Hanns-Heinz Nissen befindet sich auf dem Waldfriedhof Zehlendorf in Berlin (Abt. XIII-AW-211).
Seine Tochter Geertje Nissen wurde ebenfalls Sängerin.